# Just Dance 2021
Just Dance 2021 là một trò chơi nhịp điệu được phát triển bởi Ubisoft và là phần thứ mười hai của dòng trò chơi Just Dance. Trò chơi được công bố vào ngày 26 tháng 8 năm 2020 trong buổi giới thiệu của Ubisoft Forward và trên web Nintendo Direct Mini: Partner Showcase. Nó được phát hành vào ngày 12 tháng 11 năm 2020 cho Nintendo Switch, PlayStation 4, Xbox One và Stadia  và vào ngày 24 tháng 11 năm 2020 cho PlayStation 5, Xbox Series X/S. Do ảnh hưởng của đại dịch COVID-19, Just Dance 2021 không được giới thiệu tại E3 (Sau Just Dance 1) và đồng thời cũng là phiên bản đầu tiên không phát hành trên Wii sau 10 năm. Just Dance 2021 cũng là trò chơi mở đầu giới thiệu cho PlayStation 5.

## Cách chơi
Giống như phiên bản tiền nhiệm, người chơi phải bắt chước vũ đạo của vũ công trên màn hình trong một bài hát đã chọn bằng cảm biến chuyển động như Kinect của Xbox One, PS4 camera, hoặc tay cầm như PSMove của PlayStation 4, joy-con của Nintendo Switch, ứng dụng Just Dance Controller trên điện thoại thông minh. Giao diện và các chế độ chơi từ phiên bản cũ vẫn được giữ lại như Co-op Mode, Kids Mode và World Dance Floor. Ngoài ra, phiên bản có thêm mục "Quick Play" khi mới vào, chức năng này cho phép người chơi nhảy ngẫu nhiên một bài hát bất kỳ mà không cần chọn.
Người chơi được tặng miễn phí 1 tháng trải nghiệm Just Dance Unlimited  khi cài đặt game lần đầu, dịch vụ cho phép truy cập thư viện hơn 600 bài hát từ những phiên bản cũ và cập nhật đều đặn mỗi tháng.

## Danh sách bài hát
Những bài hát sau xuất hiện trong Just Dance 2021:
| Tên bài hát                     | Nghệ sĩ                                             | Năm  |
| ------------------------------- | --------------------------------------------------- | ---- |
| "Adore You"                     | Harry Styles                                        | 2019 |
| "Alexandrie Alexandra"          | Jérôme Francis (bản gốc bởi Claude François)        | 1977 |
| "All the Good Girls Go to Hell" | Billie Eilish                                       | 2019 |
| "Bailando"                      | Paradisio và DJ Patrick Samoy                       | 1996 |
| "Blinding Lights"               | The Weeknd                                          | 2019 |
| "Boy, You Can Keep It"          | Alex Newell                                         | 2020 |
| "Buscando"                      | GTA và Jenn Morel                                   | 2018 |
| "Dance Monkey"                  | Tones and I                                         | 2019 |
| "Dibby Dibby Sound"             | DJ Fresh vs. Jay Fay và Ms. Dynamite                | 2014 |
| "Don't Start Now"               | Dua Lipa                                            | 2019 |
| "Feel Special"                  | Twice                                               | 2019 |
| "Georgia"                       | Tiggs Da Author                                     | 2015 |
| "Get Get Down"                  | Paul Johnson                                        | 1999 |
| "Heat Seeker"                   | Dreamers                                            | 2020 |
| "Ice Cream"                     | BLACKPINK và Selena Gomez                           | 2020 |
| "In the Navy"                   | The Sunlight Shakers (bản gốc bởi Village People)   | 1979 |
| "Kulikitaka"                    | Toño Rosario                                        | 2003 |
| "Lacrimosa"                     | Apashe                                              | 2018 |
| "Magenta Riddim"                | DJ Snake                                            | 2019 |
| "Joone Khodet"                  | Black Cats                                          | 2008 |
| "Juice"                         | Lizzo                                               | 2019 |
| "Kick It"                       | NCT 127                                             | 2020 |
| "Paca Dance"                    | The Just Dance Band                                 | 2020 |
| "Que Tire Pa Lante"             | Daddy Yankee                                        | 2019 |
| "Rain On Me"                    | Lady Gaga và Ariana Grande                          | 2020 |
| "Rare"                          | Selena Gomez                                        | 2020 |
| "Runaway (U & I)"               | Galantis                                            | 2014 |
| "Samba de Janeiro"              | Ultraclub 90 (bản gốc bởi Bellini)                  | 1997 |
| "Say So"                        | Doja Cat                                            | 2020 |
| "Señorita"                      | Shawn Mendes và Camila Cabello                      | 2019 |
| "Temperature"                   | Sean Paul                                           | 2006 |
| "The Other Side"                | SZA và Justin Timberlake                            | 2020 |
| "The Weekend"                   | Michael Gray                                        | 2004 |
| "Till the World Ends"           | The Girly Team (bản gốc bởi Britney Spears)         | 2011 |
| "UNO"                           | Little Big                                          | 2020 |
| "Volar"                         | Lele Pons, Susan Diaz và Victor Cardenas            | 2020 |
| "Without Me"                    | Eminem                                              | 2002 |
| "Yameen Yasar"                  | DJ Asbi                                             | 2020 |
| "Yo Le Llego"                   | J Balvin và Bad Bunny                               | 2019 |
| "You’ve Got a Friend In Me"     | Disney-Pixar’s Toy Story (bản gốc bởi Randy Newman) | 1995 |
| "Zenit"                         | Onuka                                               | 2019 |

## Just Dance Unlimited
Just Dance Unlimited tiếp tục đóng góp thư viện hơn 600 bài hát từ những phiên bản cũ cho Just Dance 2021. Những bài hát sau xuất hiện trong hệ thống Unlimited của Just Dance 2021
| Bài hát                     | Nghệ sĩ                                                      | Năm  | Ngày phát hành                          |
| --------------------------- | ------------------------------------------------------------ | ---- | --------------------------------------- |
| "Drum Go Dum"               | K/DA và Aluna, Wolftyla, Bekuh BOOM                          | 2020 | 26 tháng 11 năm 2020                    |
| "Dans van de Farao"         | K3                                                           | 2020 | Phát hành toàn cầu 30 tháng 12 năm 2020 |
| "Flash"                     | Bilal Hassani, Sundy Jules, Paola Locatelli, và Sulivan Gwed | 2020 | Phát hành toàn cầu 30 tháng 12 năm 2020 |
| "U.S.A"                     | Da Pump                                                      | 2018 | Phát hành toàn cầu 30 tháng 12 năm 2020 |
| "Juice (VIPMADE)"           | Lizzo                                                        | 2019 | Phát hành toàn cầu 30 tháng 12 năm 2020 |
| Season 1: Once Upon A Dance |                                                              |      |                                         |
| "Tusa"                      | Karol G và Nicki Minaj                                       | 2019 | 14 tháng 1 năm 2021                     |
| "Stupid Love"               | Lady Gaga                                                    | 2020 | 21 tháng 1 năm 2021                     |
| "Girls Like"                | Tinie Tempah và Zara Larsson                                 | 2016 | 28 tháng 1 năm 2021                     |
| Season 2: Versus            |                                                              |      |                                         |
| "Monster"                   | EXO                                                          | 2016 | 15 tháng 4 năm 2021                     |
| "The Way I Are"             | Timbaland, Keri Hilson, D.O.E. và Sebastian                  | 2007 | 22 tháng 4 năm 2021                     |
| "Come Back Home"            | 2NE1                                                         | 2014 | 29 tháng 4 năm 2021                     |
| Season 3: Festival          |                                                              |      |                                         |
| "Head & Heart"              | Joel Corry và MNEK                                           | 2020 | 15 tháng 7 năm 2021                     |
| "Intoxicated"               | Martin Solveig và GTA                                        | 2015 | 22 tháng 7 năm 2021                     |
| "John Cena"                 | Sho Madjozi                                                  | 2019 | 29 tháng 7 năm 2021                     |
| Season 4: The Traveler      |                                                              |      |                                         |
| "All The Stars"             | Kendrick Lamar và SZA                                        | 2018 | 7 tháng 10 năm 2021                     |
| "Rainbow Beats (彩虹节拍)"  | Yi Yan, Zhao Fang Jing, Suika Kune & Feizaojun               | 2020 | 14 tháng 10 năm 2021                    |

## Liên kết
- Website chính thức